# Enchentes na Austrália em 2010–2011

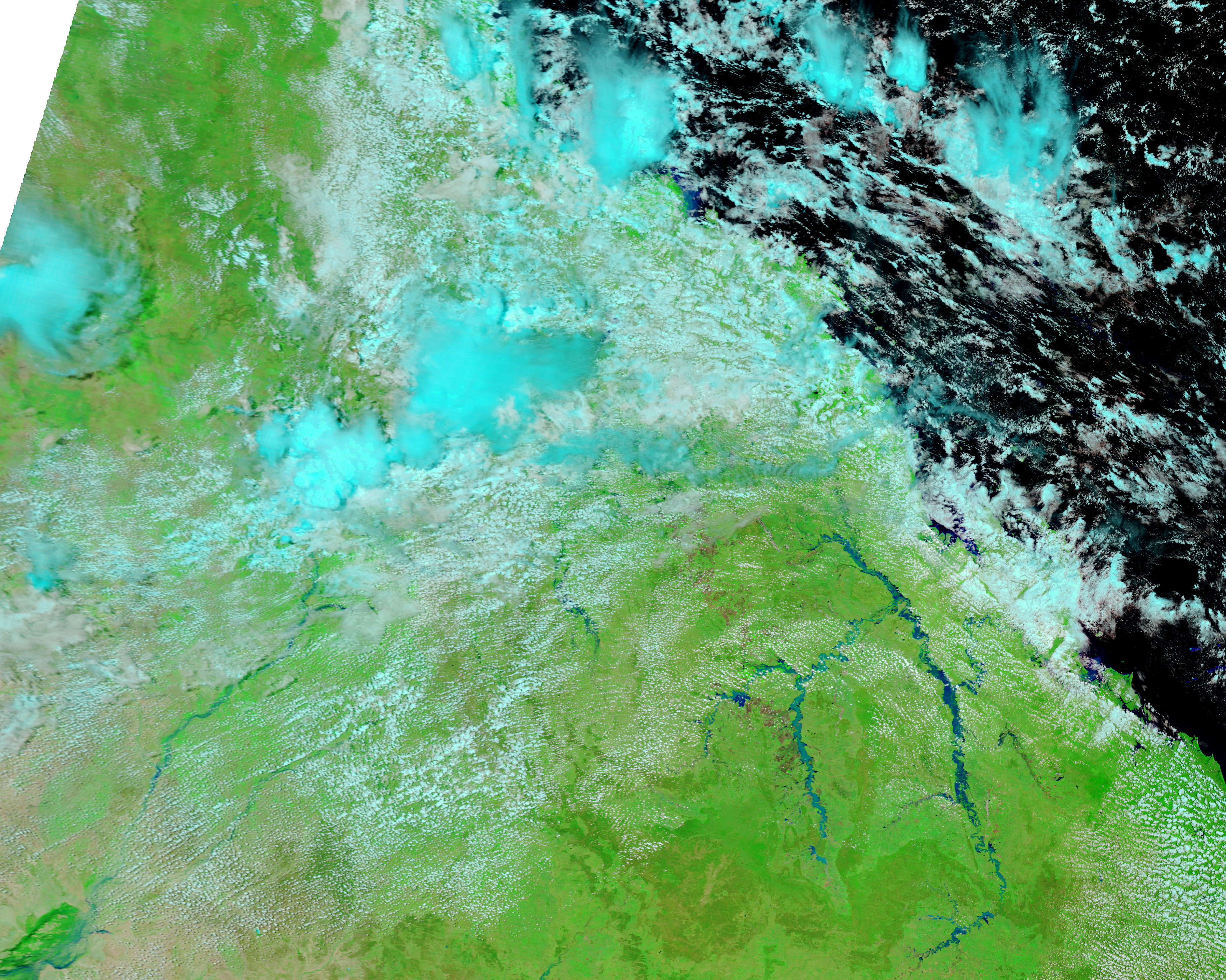
Imagem da NASA mostrando os rios caudalosos e cobertura de nuvens

As enchentes na Austrália em 2010-2011 são uma série de inundações no nordeste da Austrália, principalmente no estado de Queensland. As inundações levaram à evacuação de milhares de pessoas das cidades afetadas. Pelo menos 22 cidades e mais de 200.000 pessoas foram afetadas. O dano foi inicialmente estimado em cerca de AU$ 1 bilhão.
Vastas áreas do sul e do centro de Queensland foram afetadas pela enchente. Cerca de 300 estradas foram fechadas, incluindo nove rodovias principais. Linhas de trem de carvão foram fechadas e várias minas inundadas. Os preços de frutas e vegetais  têm aumentado significativamente como resultado das inundações. Um apelo nacional foi feito em 29 de dezembro, com os governos estadual e federal dando AU$ 1 milhão cada.
O escoamento das enormes quantidades de água está a ameaçar a Grande Barreira de Coral, devido aos detritos e pesticidas que desaguam no mar.
As águas chegaram em 12 de janeiro a cobrir o centro de Brisbane, causando pânico, 12 mortos e pondo 40 mil casas em perigo.
Ciclone Yasi
Depois de enfrentar as enchentes, agora os moradores do Estado de Queensland, no nordeste da Austrália, estão se preparando para enfrentar o maior ciclone tropical que já atingiu o país, classificado como de categoria 5, batizado de Ciclone Yasi. O Alerta máximo foi anunciado no dia 2 de fevereiro, e todas as medidas de precauções estão sendo providenciados imediatamente, como a retirada de pessoas de áreas de risco. O serviço de emergência já esvaziou dezenas de cidades e levou mais de 10 mil moradores para oito abrigos da Cruz Vermelha.